# Barclaycard
Barclaycard (/ˈbɑːrklikɑːrd, -leɪ-/; cách điệu như barclaycard) là nhãn hiệu thẻ tín dụng của Barclays PLC. Tính đến  năm 2010, Barclays đã có hơn mười triệu khách hàng tại Vương quốc Anh.

## Lịch sử
Barclays ra mắt Barclaycard vào ngày 29 tháng 6 năm 1966, ban đầu là thẻ tính phí, nhưng sau khi Ngân hàng Anh đồng ý cung cấp tín dụng quay vòng, nó đã trở thành thẻ tín dụng đầu tiên ở Vương quốc Anh vào ngày 8 tháng 11 năm 1967. Nó tận hưởng sự độc quyền của thị trường thẻ tín dụng ở Vương quốc Anh, cho đến khi giới thiệu Thẻ Access vào tháng 10 năm 1972.
Barclays không phải là nhà phát hành thẻ tín dụng đầu tiên ở Vương quốc Anh; Diners Club và American Express lần lượt ra mắt thẻ tính phí vào năm 1962 và 1963. Barclaycard ban đầu là một người được cấp phép của BankAmericard và trở thành một phần của mạng lưới Visa được thành lập vào tháng 9 năm 1976.